# Krumowgrad (gmina)
Krumowgrad (bułg. Община Крумовград)  − gmina w południowej Bułgarii, w obwodzie Kyrdżali.

## Miejscowości
Miejscowości wchodzące w skład gminy Krumowgrad:
- Awren (bułg.: Aврен),
- Bagriłci (bułg.: Багрилци),
- Baraci (bułg.: Бараци),
- Błagun (bułg.: Благун),
- Bojnik (bułg.: Бойник),
- Brjagowec (bułg.: Бряговец),
- Buk (bułg.: Бук),
- Chisar (bułg.: Хисар),
- Chrastowo (bułg.: Храстово),
- Czał (bułg.: Чал),
- Czerniczewo (bułg.: Черничево),
- Czernooki (bułg.: Чернооки),
- Dewesilica (bułg.: Девесилица),
- Dewesiłowo (bułg.: Девесилово),
- Doborsko (bułg.: Доборско),
- Dołna kuła (bułg.: Долна кула),
- Dołni Juruci (bułg.: Долни Юруци),
- Dyżdownik (bułg.: Дъждовник),
- Dżanka (bułg.: Джанка),
- Egrek (bułg.: Егрек),
- Edrino (bułg.: Едрино),
- Golam Dewesił (bułg.: Голям Девесил),
- Golama Czinka (bułg.: Голяма Чинка),
- Golamo Kamenjane (bułg.: Голямо Каменяне),
- Gorna kuła (bułg.: Горна кула),
- Gorni Juruci (bułg.: Горни Юруци),
- Griwka (bułg.: Гривка),
- Gulija (bułg.: Гулия),
- Gulijka (bułg.: Гулийка),
- Kaczułka (bułg.: Качулка),
- Kałajdżiewo (bułg.: Калайджиево),
- Kamenka (bułg.: Каменка),
- Kandiłka (bułg.: Кандилка),
- Kotłari (bułg.: Котлари),
- Kowił (bułg.: Ковил),
- Kożucharci (bułg.: Кожухарци),
- Krasino (bułg.: Красино),
- Krumowgrad (bułg.: Крумовград) − siedziba gminy,
- Kyklica (bułg.: Къклица),
- Lesztarka (bułg.: Лещарка),
- Limec (bułg.: Лимец),
- Łuliczka (bułg.: Луличка),
- Małka Czinka (bułg.: Малка Чинка),
- Małko Kamenjane (bułg.: Малко Каменяне),
- Małyk Dewesił (bułg.: Малък Девесил),
- Metlika (bułg.: Метлика),
- Morjanci (bułg.: Морянци),
- Orech (bułg.: Орех),
- Oreszari (bułg.: Орешари),
- Owczari (bułg.: Овчари),
- Padało (bułg.: Падало),
- Paszinci (bułg.: Пашинци),
- Pelin (bułg.: Пелин),
- Perunika (bułg.: Перуника),
- Podrumcze (bułg.: Подрумче),
- Połkownik Żelazowo (bułg.: Полковник Желязово),
- Potoczarka (bułg.: Поточарка),
- Potocznica (bułg.: Поточница),
- Raliczewo (bułg.: Раличево),
- Ribino (bułg.: Рибино),
- Rogacz (bułg.: Рогач),
- Ruczej (bułg.: Ручей),
- Samowiła (bułg.: Самовила),
- Sbor (bułg.: Сбор),
- Siniger (bułg.: Синигер),
- Skałak (bułg.: Скалак),
- Sliwarka (bułg.: Сливарка),
- Sładkodum (bułg.: Сладкодум),
- Stari czał (bułg.: Стари чал),
- Strażec (bułg.: Стражец),
- Strandżewo (bułg.: Странджево),
- Studen kładenec (bułg.: Студен кладенец),
- Syrnak (bułg.: Сърнак),
- Tintjawa (bułg.: Тинтява),
- Tokaczka (bułg.: Токачка),
- Topołka (bułg.: Тополка),
- Wransko (bułg.: Вранско),
- Zimornica (bułg.: Зиморница),
- Złatolist (bułg.: Златолист),
- Zwynarka (bułg.: Звънарка).